# 田疇 (隆慶進士)
田疇（1544年—？），字汝治，又字子易，号易斋，山西太原府文水縣人，明朝政治人物，隆慶進士，官至順天府府尹。

## 生平
隆慶四年庚午科山西乡试第三十名舉人，五年（1571年）联捷辛未科會試第二百二十二名，三甲一百六十一名進士。都察院觀政，任行人司行人，丁憂歸。萬曆三年（1575年）复除原官，丁憂，七年复除原官，萬曆十年（1582年）六月擢爲刑科给事中。十二年十二月升吏科右给事中。十三年三月升礼科左，七月典試陕西，十四年巡视京营，四月升戶科都給事中。十六年二月升山东海右道参政，二十年升山东按察使，管河道，二十一年五月升山东右布政，二十二年八月进左布政，二十三年五月升光禄寺卿。萬曆二十四年（1596年）二月官順天府尹。二十六年五月因被弹劾回籍，调外任。

## 家族
曾祖父田廣；祖父田良，壽官；父田彥文。嫡母畢氏；生母李氏。慈侍下。